# Capilano River
Capilano River är ett vattendrag i Kanada.   Det ligger i provinsen British Columbia, i den sydvästra delen av landet, 3 500 km väster om huvudstaden Ottawa.
Runt Capilano River är det i huvudsak tätbebyggt. Runt Capilano River är det mycket tätbefolkat, med 4 842 invånare per kvadratkilometer.